# Givenchy-le-Noble
Givenchy-le-Noble település Franciaországban, Pas-de-Calais megyében. Lakosainak száma 152 fő (2022. január 1.). Givenchy-le-Noble Villers-Sir-Simon, Lignereuil, Manin és Ambrines községekkel határos.

## Népesség
A település népességének változása:
| Lakosok száma | 152  | 151  | 154  | 150  | 150  | 150  | 150  | 149  | 152  |
|               | 2013 | 2015 | 2016 | 2017 | 2018 | 2019 | 2020 | 2021 | 2022 |